# Schloss Sorgenfri

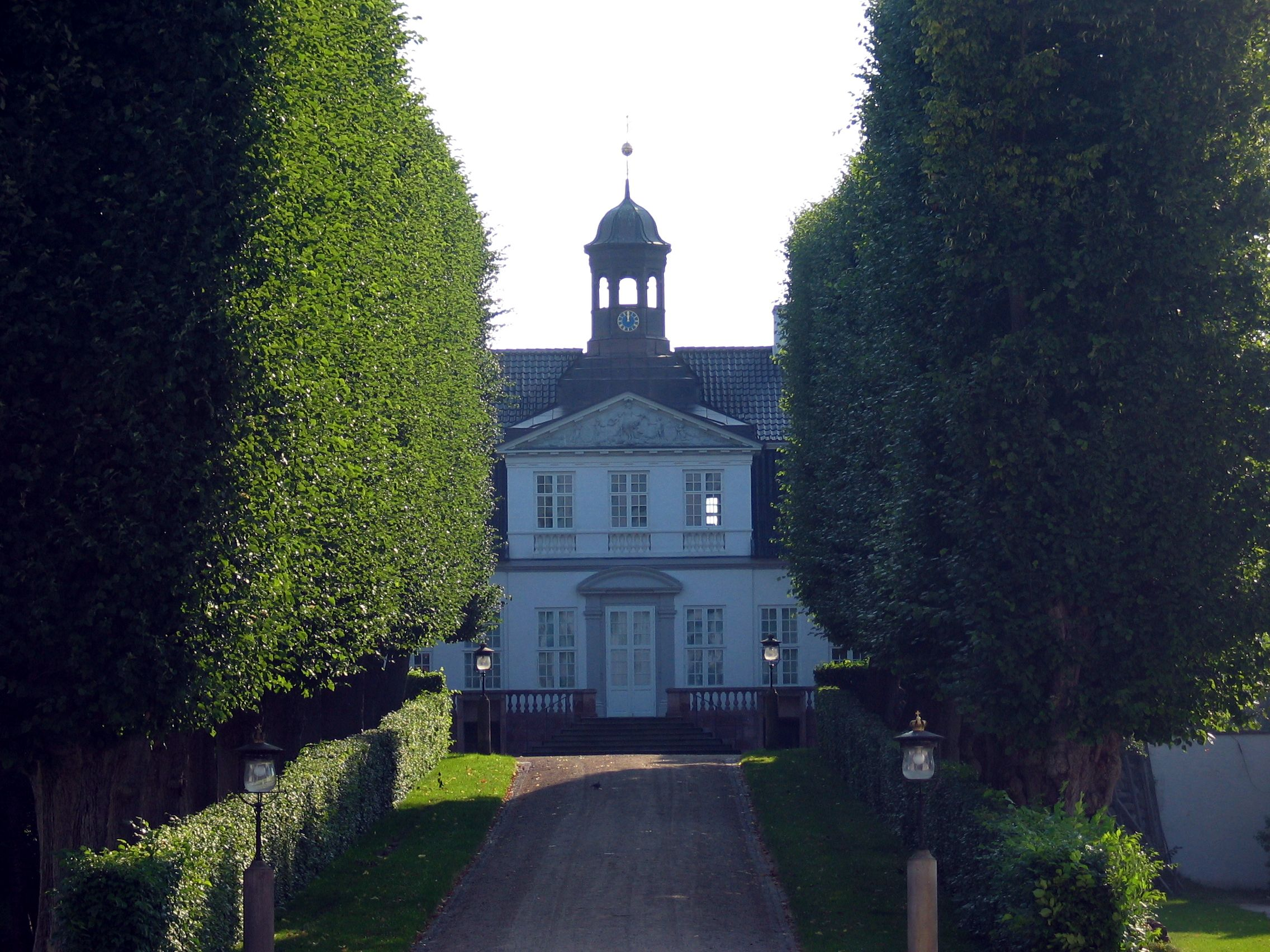
Schloss Sorgenfri

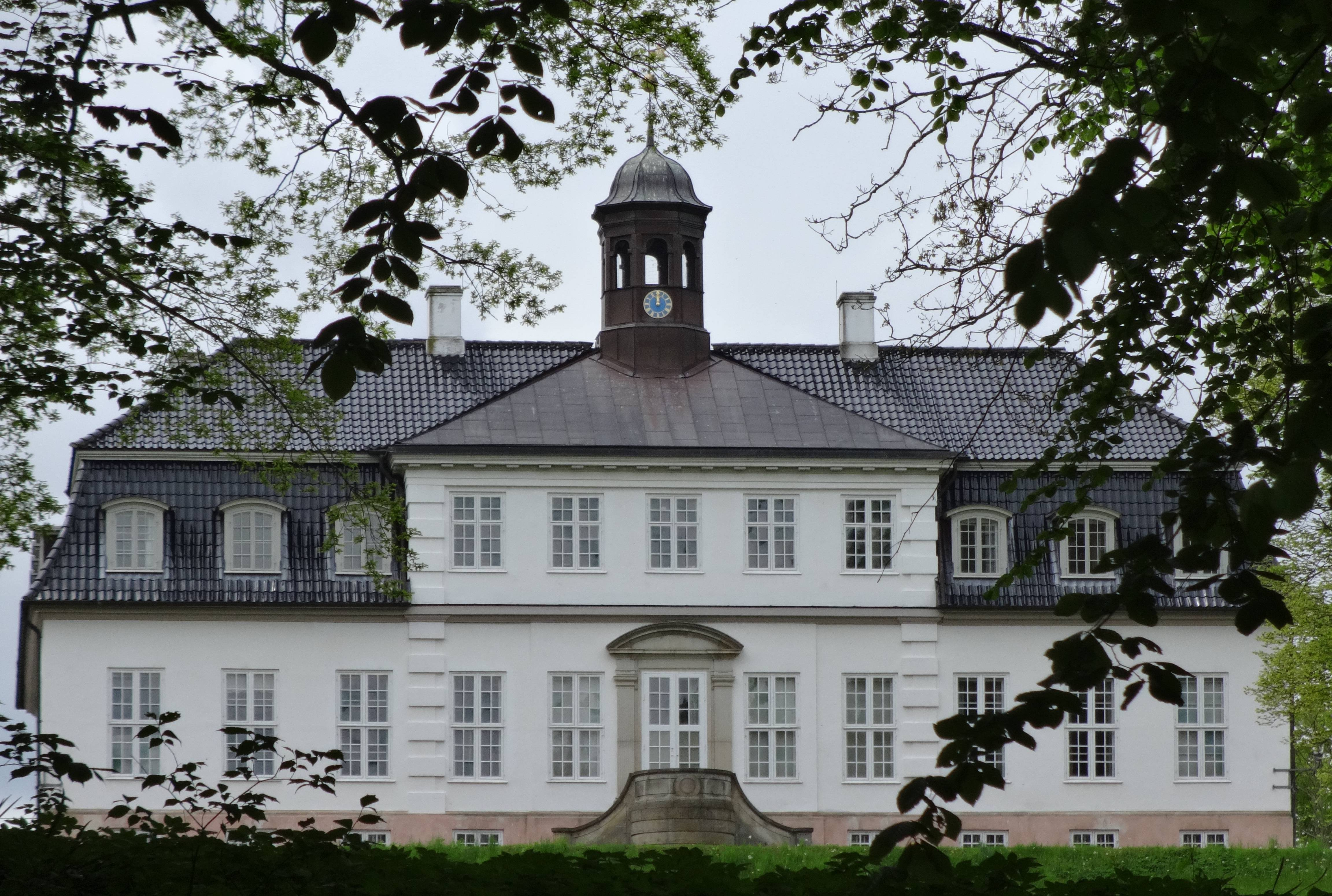
Schloss Sorgenfri, Rückansicht

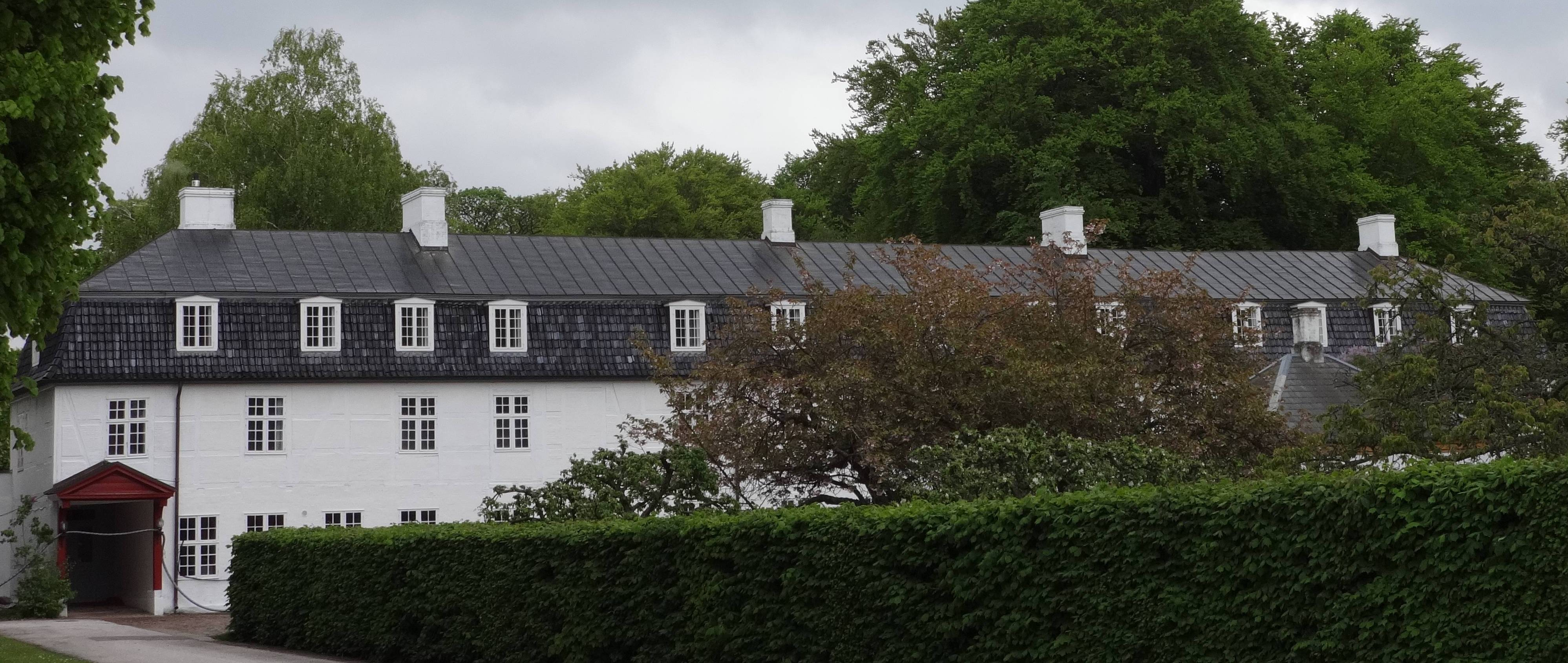
Seitenflügel Damebygningen

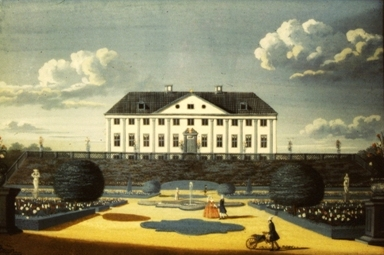
Schloss Sorgenfri (1742)

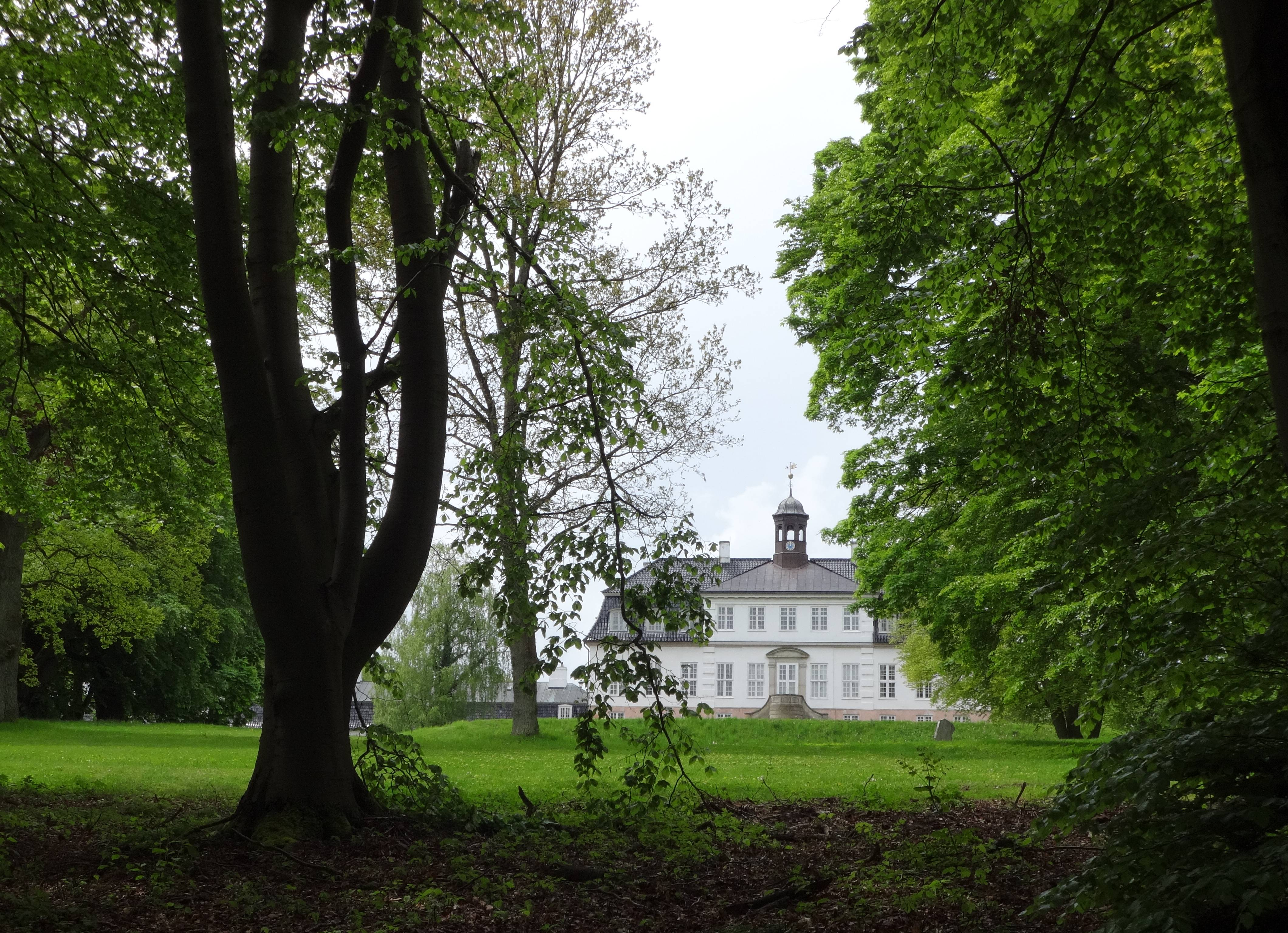
Schloss Sorgenfri und Landschaftspark

Schloss Sorgenfri (dänisch Sorgenfri Slot) ist ein königliches dänisches Schloss, das in dem gleichnamigen Kopenhagener Vorort Sorgenfri und damit in der Gemeinde Lyngby-Taarbæk auf der Insel Seeland liegt. Die weitläufigen Parkanlagen sind zum Teil öffentlich zugänglich, das Schloss und seine Nebengebäude sind von der Straße und vom Park aus zu sehen.

## Geschichte
Schloss Sorgenfri wurde in den Jahren 1705–1706 für den dänischen Staatsmann Carl Graf von Ahlefeld erbaut. 1730 wurde das Schloss vom dänischen Königshaus erworben und diente dann verschiedenen Mitgliedern der dänischen Königsfamilie als Residenz, darunter König Friedrich V. Seine Tante Sophie Caroline von Ostfriesland ließ umfangreiche Erweiterungen und Umbauten vornehmen, unter anderem einen Neubau des Hauptgebäudes durch Hofbaumeister Lauritz de Thurah in den Jahren 1756–57. Von 1789 bis 1805 nutzte Erbprinz Friedrich das Schloss als Sommerresidenz. Ab 1805 nutzten sein Sohn Christian VIII. und dessen Frau Caroline Amalie das Schloss sehr regelmäßig. Caroline Amalie verbrachte über 60 Sommer auf Sorgenfri.
Ein Umbau durch Hofbaumeister Peter Meyn um 1790 verlieh dem Schloss sein heutiges, klassizistisches Erscheinungsbild. Dabei wurde das Schloss um den freistehenden Wohnflügel Damebygningen ergänzt.

## 20. Jahrhundert bis heute
Im 20. Jahrhundert spielte das Schloss im Leben von König Christian X. und seiner Frau Königin Alexandrine eine hervorgehobene Rolle: das Schloss war ihre bevorzugte Sommerresidenz, und ihre beiden Söhne, der spätere König Friedrich IX. von Dänemark sowie sein jüngerer Bruder Prinz Knut, wurden hier geboren. Als der Bruder der Königin, Großherzog Friedrich Franz IV. von Mecklenburg, am 14. November 1918 abdanken musste, gingen er und seine Familie zunächst ins dänische Exil und lebten dort einige Monate im Schloss Sorgenfri.
Prinz Knut und seine Frau Prinzessin Caroline-Mathilde nutzten Schloss Sorgenfri ihr Leben lang als Hauptwohnsitz, bis sie 1976 beziehungsweise 1995 verstarben. Ihr Sohn Graf Christian von Rosenborg, ein Cousin der dänischen Königin Margrethe II., bewohnte bis zu seinem Tod im Jahr 2013 das so genannte Damebygningen, einen frei stehenden Flügel des Schlosses. Seine Frau, Gräfin Anne Dorte von Rosenborg, wohnte dort bis zu ihrem Tod im Januar 2014. Im April 2014 wurde bekannt, dass Elisabeth zu Dänemark in das Damebygningen einzog. Sie lebte hier bis zu ihrem Tod im Juni 2018.
In den Jahren 2001–2002 fand eine Restaurierung der Schlossfassaden und des Daches statt. Dabei wurden eine nachträglich angebaute Glasveranda und ein weiterer unglücklicher Anbau entfernt, die auf vielen älteren Abbildungen des Schlosses zu sehen sind.

## Parkanlagen
Zum Schloss gehört ein sehenswerter romantischer Landschaftsgarten, der in den 1790er Jahren angelegt wurde und den früheren Barockgarten ersetzt. Im Park befinden sich zwei Gartenhäuser des Künstlers und Architekten Nicolai Abildgaard: Das so genannte Teehaus oder Schweizerhaus ist ein Fachwerkgebäude, das im Süden des Parks auf einem seiner höchsten Punkte liegt. Das Norwegische Haus aus dem Jahr 1810 sollte die nahe Verbindung des Königshauses zu Norwegen demonstrieren. Durch den Park verläuft der Fluss Mølleåen.